# British Medical Journal
Il British Medical Journal (in sigla BMJ), è una rivista medica pubblicata con cadenza settimanale nel Regno Unito dalla British Medical Association (BMA).
Viene generalmente considerato come una delle quattro riviste mediche generaliste più autorevoli, insieme a New England Journal of Medicine, The Lancet e Journal of the American Medical Association.
Svolge anche il ruolo di pubblicazione interna della British Medical Association, oltre a quello di pubblicazione per la ricerca medica avanzata. Pubblica news, articoli di ricerca, articoli educativi, necrologi, rassegne, fillers, aneddoti e storie di carriera degne di attenzione. Tutto il contenuto del BMJ era accessibile liberamente on line fino al 2005 quando è stato introdotto un modello di accesso per abbonamento: gli articoli di ricerca e tutti gli abstract continuano a essere disponibili, ma il resto del materiale, come le rassegne cliniche e gli editoriali, è disponibile solo agli abbonati. Le restrizioni cessano dopo un anno dalla pubblicazione.
Dal febbraio 2005 l'editor è Fiona Godlee, succedendo a Richard Smith.

## Controversie
Un articolo pubblicato nell'agosto 2025 suggeriva di abbandonare l'usanza di seppellire i morti per trasformarne i cadaveri in compost.